# Hans Prader
Johann „Hans“ Prader (* 1951 in  Roßbach) ist ein österreichischer Volkswirtschaftler. Er war ab 1995 Exekutivdirektor des Internationalen Währungsfonds (IWF), er war außerdem zweimal Präsident der „European Representation at the IMF (EURIMF)“. Bis November 2014 war Prader Vertreter Österreichs im Verwaltungsrat des IWF.

## Akademischer Werdegang
Der gebürtige Oberösterreicher besuchte das humanistische Gymnasium in Ried und galt als „überaus intelligenter Schüler“. 1975 promovierte Hans Prader in Politikwissenschaft und Soziologie an der Universität Salzburg mit einer Arbeit über die Politik des ÖGB in den Jahren 1945 bis 1951, die gekürzt unter dem Titel „Die Angst der Gewerkschaften vor’m Klassenkampf“ veröffentlicht wurde. Außerdem studierte er Volkswirtschaftslehre an den Universitäten Wien und Warwick (Großbritannien).

## Beruflicher Werdegang
Die erste Erfahrung im Finanzsektor erfuhr er 1976 in der Österreichischen Nationalbank unter anderem als Repräsentant der Nationalbank bei der OECD. Er wurde stellvertretender Leiter der Internationalen Abteilung.
1987 wurde er Alternative Executive Director der Internationalen Währungsfonds für Belgien, Österreich, Luxemburg, Ungarn und der Türkei, 1990 kamen noch Weißrussland, Kasachstan, Slowakei, Tschechien und Slowenien zu seinen Verantwortungsbereich hinzu. Er war außerdem zwei Perioden Präsident der Europäischen Repräsentation des IWF 1998 und 2006. Von November 2012 bis November 2014 Executive Director der Central and East European Constituency.

## Privatleben
Sein Großonkel war Georg Prader, der von 1966 bis 1970 Verteidigungsminister war.

## Auszeichnungen
- 2008: Silbernes Ehrenzeichen für Verdienste um die Republik Österreich[7]
- 2015: Goldenes Ehrenzeichen für Verdienste um die Republik Österreich